# Jam Aunni
Jamal Jgounni, comúnmente conocido por su nombre artístico Jam Aunni (nacido en Agadir, Marruecos el 5 de julio de 1990) es un productor de música house y disc jockey (DJ). 

## Biografía
Aunni nació de una madre marroquí y padre marroquí (con un descenso sahariana) en Safi, Marruecos. Su madre fallece en 2002, cuando tenía 9 años de edad. En 2007, con 13 años, comenzó como cantante de rap con letras árabes.

## Discografía

### Remixes
| años | Canciones |
| ---- | --- |
| 2011 | - "E.T." Katy Perry & Kanye West - Jam Aunni Edit) - "My First Kiss" (3OH!3 ft. Kesha Vs. Jam Aunni - Radio Edit) |
| 2012 | - "Love Generation"(Bob Sinclar vs Jam Aunni - Radio Edit) - "Party Rock Anthem"(Jam Aunni Bootleg) - "Love is Gone"(David Guetta ft Chris Willis Vs. Jam Aunni) |
| 2013 | - "Mr. Saxobeat" (Alexandra Stan Vs. Jam Aunni) - "Gentleman (Psy Vs. Jam Aunni) - "Scream & Shout (Will.I.Am & Britney Spears Vs. Jam Aunni) - "Skyfall" (Adele Vs. Jam Aunni) (Dubstep Remix) - "Don't You Worry Child" (Swedish House Mafia Vs. Jam Aunni) (Club Mix) - "All My People"Sasha Lopez Vs. Jam Aunni (Jam Aunni Edit) - "Boneless"Steve Aoki Ft. Chris Lake & Tujamo (Jam Aunni Edit) - "This is Love"Will.I.Am Ft. Eva Simons (Jam Aunni Remix) - "Run Run Run"Celeste Buckingham Vs. Jam Aunni (Jam Aunni Dubstep Remix) |
| 2014 | - "Bigfoot (Jam Aunni Bootleg)" (W&W) - "Helicopter (Jam Aunni Bootleg)" (Martin Garrix & Firebeatz) - "Immortal (Jam Aunni Bootleg)" (DVBBS & Tony Junior) |